# Türkspor Dortmund
Türkspor Dortmund (offiziell Türkspor Dortmund 2000 e. V.) ist ein Fußballverein aus Dortmund. Die erste Mannschaft stieg im Jahre 2024 in die Regionalliga West auf, zog sich allerdings bereits im März 2025 mit sofortiger Wirkung vom Spielbetrieb zurück.

## Geschichte
Der Verein geht auf dem im Jahre 1991 gegründeten Verein SV Borsigplatz Gençlerbirliği zurück. Dieser startete in der Saison 1992/93 in der Kreisliga C und stieg prompt in die Kreisliga B auf. Im Jahre 1995 gelang dann der Aufstieg in die Kreisliga A, wo der Verein in der Saison 1998/99 Vizemeister wurde. Im Jahre 2000 wurde dann der Verein Türkspor Dortmund gegründet, der das Spielrecht in der Kreisliga A übernahm. Unter dem neuen Namen konnte der Verein zunächst nicht an diesen Erfolg anknüpfen und rutschte ins Mittelfeld der Tabelle zurück. In der Saison 2009/10 trat der Verein nicht an und stieg daher in die Kreisliga B ab. Dort konnte sich der Verein wieder stabilisieren und stieg im Jahre 2015 wieder in die Kreisliga A auf. Es folgte der direkte Wiederabstieg, bevor die Mannschaft im Jahre 2018 wieder in die Kreisliga A aufstieg.
Dort wurde Türkspor in der folgenden Saison 2018/19 Vizemeister hinter Rot-Weiß Germania Dortmund und qualifizierte sich nach einem 4:2-Sieg gegen den Vizemeister der Parallelstaffel VfB Lünen für die Aufstiegsrunde zur Bezirksliga. Dort setzte sich Türkspor mit 5:1 und 6:1 gegen Eintracht Gelsenkirchen durch und schaffte den Aufstieg in die Bezirksliga. Die Bezirksligasaison 2019/20 wurde wegen der COVID-19-Pandemie vorzeitig abgebrochen. Die Dortmunder wurden nach einer Quotientenregelung zum Meister und Aufsteiger in die Landesliga erklärt. Wegen der andauernden Pandemie wurde die folgende Saison 2020/21 zunächst abgebrochen und später annulliert. Vor der Saison 2021/22 sorgte der Verein für Schlagzeilen, als er den ehemaligen türkischen Nationalspieler İlhan Mansız als Trainer verpflichten wollte. In der Saison 2021/22 wurde Türkspor Meister der Landesliga und stieg in die Westfalenliga auf. Marcel Reichwein wurde mit 35 Treffern Torschützenkönig der Liga.
Die Saison 2022/23 in der Westfalenliga stand im Zeichen eines Kopf-an-Kopf-Rennens mit dem Lokalrivalen FC Brünninghausen. Auch wenn Türkspor unter dem Trainer Orhan Özkara aus 34 Spielen 28 Siege holte, musste Özkara Anfang Dezember 2022 gehen. Sein Nachfolger wurde Sebastian Tyrala, der die Mannschaft zur Meisterschaft und zum Aufstieg in die Oberliga Westfalen führte. Dort ging insbesondere in der Rückrunde der Saison 2023/24 der Aufschwung weiter und nach einem 4:2-Sieg über die SG Wattenscheid 09 konnte am vorletzten Spieltag der Aufstieg in die Regionalliga West perfekt gemacht werden. Es war der sechste Aufstieg in sieben Jahren. Mitte März 2024 trat der Mäzen von Türkspor Dortmund, der Arzt Akin Kara, als Präsident zurück. Sein Nachfolger ist der ehemalige Fußballspieler Ömür Turhan. Im September 2024 kehrte Akin Kara als Präsident zurück. 
Am 17. September 2024 entließ der Verein Aufstiegstrainer Sebastian Tyrała, obwohl am Wochenende zuvor mit einem 2:1 bei SV Eintracht Hohkeppel der erste Sieg in der Regionalliga gefeiert werden konnte. Als Nachfolger wurde Yakup Göksu vorgestellt, der mit zwei hohen Niederlagen mit jeweils sieben Gegentoren startete. Das für den 5. Oktober 2024 angesetzte Spiel gegen den SC Fortuna Köln wurde abgesetzt und für die Kölner gewertet, da Türkspor Dortmund keine Spielstätte für die Partien stellen konnte.
Am 12. März 2025 verkündete der Verein seinen sofortigen Rückzug aus der Regionalliga West, womit alle bisher ausgetragenen Partien annulliert wurden. Zu jenem Zeitpunkt stand Türkspor Dortmund mit 9 Punkten auf dem letzten Tabellenplatz und hatte somit kaum Chancen mehr auf den Klassenverbleib. Im Winter hatte man vom FC Iserlohn noch Maximilian Borchmann als Trainer und mehrere Spieler verpflichtet. Dennoch entschied man sich dazu die Saison nicht zu beenden und stand somit als erster Absteiger in die Oberliga Westfalen fest.

## Stadion
Türkspor Dortmund trägt seine Heimspiele auf dem Mendeplatz aus, welcher Platz für 1500 Zuschauer bietet. Der Platz liegt im Stadtteil Hafen an der Grenze zu Lindenhorst. Seit 2019 wird auf Kunstrasen gespielt. Da der Mendeplatz den Anforderungen der Regionalliga West nicht entspricht und innerhalb der Stadt kein alternatives Stadion gefunden wurde, trug Türkspor Dortmund seine Heimspiele in der Regionalliga West im Hagener Ischelandstadion aus. Aufgrund von Umbauarbeiten mussten die ersten vier Heimspiele der Saison 2024/25 jedoch im Stadion Velbert ausgetragen werden.

## Persönlichkeiten
- Kevin Großkreutz (2019–2020 als Co-Trainer in der Bezirksliga)[16]
- Marcel Reichwein (2020–2022 (Bezirksliga), 2023–2024 (Oberliga Westfalen 2023/24) als Spieler)[17][18]
- Youssef Yeşilmen (2021–2024 als Spieler (Bezirksliga, Landesliga Westfalen 2022/23, verletzungsbedingt ohne Einsätze in der Oberliga Westfalen 2023/24)).[19][20][21]

## Erfolge
- Aufstieg in die Regionalliga West: 2024
- Meister der Westfalenliga 2: 2023
- Meister der Landesliga: 2022
- Meister der Bezirksliga: 2020